# Pinarejos (kommunhuvudort)
Pinarejos är en kommunhuvudort i Spanien.   Den ligger i provinsen Provincia de Segovia och regionen Kastilien och Leon, i den centrala delen av landet, 110 km nordväst om huvudstaden Madrid. Pinarejos ligger 822 meter över havet och antalet invånare är 167.
Terrängen runt Pinarejos är platt. Runt Pinarejos är det ganska glesbefolkat, med 31 invånare per kvadratkilometer. Närmaste större samhälle är Cuéllar, 15,9 km norr om Pinarejos. 